# Apis mellifera macedonica
La abeja griega del norte (Apis mellifera macedonica) es una subespecie de abeja doméstica distribuida en el noreste de Grecia, Bulgaria, Rumania y (quizá) la parte del anterior URSS. Originalmente esta subespecie fue descrita con base a caracteres morfológicos por Friedrich Ruttner, al igual que las razas Apis mellifera adamii, Apis mellifera cecropia y Apis mellifera cypria.
Las poblaciones de abejas de Tracia, Macedonia, Grecia central y el Peloponeso son completamente distinguibles de las de la isla de Creta. Ouga en el 2005, estudia poblaciones de abejas de varias áreas de Grecia (Ikaria, Kasos, Citera, Ftiótide, Macedonia y Chipre) analizando segmentos del ADN mitocondrial y encontrando diferencias de restricciones enzimáticas, resultando que Apis mellifera adamii, Apis mellifera cecropia y Apis mellifera cypria tienen un haplotipo que difiere del haplotipo de Apis mellifera macedonica, siendo esta subespecie la más distante de todas.

## No reconocimiento de la hipótesis de Ruttner

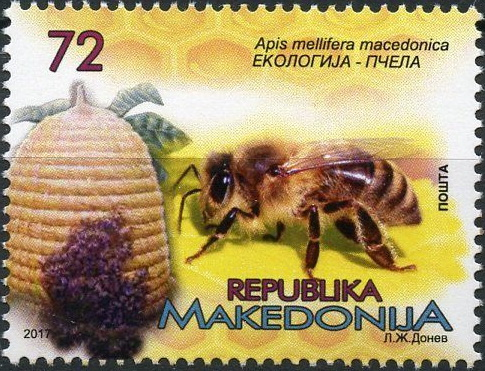
Apis mellifera macedonica, Apis mellifera en sellos, Colmenas en el arte, Insectos en sellos de Macedonia del Norte, Sellos de Macedonia del Norte, 2017

Luego Ruttner separa Apis mellifera macedonica de Apis mellifera carnica en 1988, asigna una distribución geográfica a la subespecie en el norte de Grecia, Bulgaria, Rumania y (quizá) la parte del anterior URSS. Los búlgaros no reconocen la hipótesis de Ruttner y la denominan Apis mellifera rodopica. Petrov 1993 es sinónimo de Apis mellifera macedonica  Ruttner 1988. Los rumanos no reconocen la hipótesis de Ruttner y la denominan Apis mellifera carpatica. Foti et al. 1965. es sinónimo de Apis mellifera macedonica.